# Förstenreuth
Förstenreuth ist ein Gemeindeteil des Marktes Stammbach im Landkreis Hof (Oberfranken, Bayern). Die Gemarkung Förstenreuth hat eine Fläche von 8,492 km². Sie ist in 718 Flurstücke aufgeteilt, die eine durchschnittliche Flurstücksfläche von 11827,29 m² haben. In ihr liegen neben dem namensgebenden Ort die Gemeindeteile Hartmannseinzel, Höhlmühle, Kropfeinzel, Kropfmühle, Mittlereinzel, Obereinzel, Röhrigeinzel, Untereinzel, Weickenreuth und Wildenhof.

## Geografie
Das Dorf liegt am Solgbach, einem rechten Zufluss des Kofenbachs, und ist unmittelbar von Acker- und Grünland umgeben. Im Norden erhebt sich der Karlberg (664 m ü. NHN), im Westen der Bühl (618 m ü. NHN). Die Kreisstraße HO 35 führt an Neutheilung vorbei zur Bundesstraße 289 bei Sauerhof-Kuppel (1,8 km nördlich) bzw. an (Unter-)Wildenhof und Pumphaus a.Wildenhof vorbei nach Horlachen (2,2 km südlich). Gemeindeverbindungsstraßen führen nach Weickenreuth (1,9 km westlich) und nach Mittlerweinzel (1 km östlich). Ein Anliegerweg führt nach (Ober-)Wildenhof (1,2 km südöstlich). Der Ort wird von dem nach Hans Seiffert benannten Hans-Seiffert-Weg durchquert, einen vom (früheren) Dreiländerdreieck bei Prex bis Burgkunstadt verlaufenden Wanderweg des Frankenwaldvereins.

## Geschichte
Nach Helmut Hennig ist Förstenreuth eine Gründung der Förtsch von Thurnau, worauf sich auch der Ortsname bezieht. Die Förtsch sind der Familienstamm der von Wallenrode. Über Nonnen der Familien, die dem Kloster Himmelkron beigetreten sind, dürfte das Kloster schließlich vollständig in den Besitz des Ortes gekommen sein.
Zur Realgemeinde Förstenreuth gehörten Mittler-, Ober- und Untereinzel. Gegen Ende des 18. Jahrhunderts bestand Förstenreuth aus 30 Anwesen (2 Höfe, 17 Halbhöfe, 1 Mühle, 1 Sölde, 1 Tropfgütlein, 8 Tropfhäuser) und einer Gemeindeschmiede. Die Hochgerichtsbarkeit sowie die Dorf- und Gemeindeherrschaft stand dem bayreuthischen Vogteiamt Stammbach zu. Das bayreuthische Stiftskastenamt Himmelkron war Grundherr sämtlicher Anwesen.
Von 1797 bis 1810 unterstand Förstenreuth dem Justiz- und Kammeramt Gefrees. Nachdem im Jahr 1810 das Königreich Bayern das Fürstentum Bayreuth käuflich erworben hatte, wurde der Ort bayerisch. Infolge des Ersten Gemeindeedikts wurde Förstenreuth dem 1812 gebildeten Steuerdistrikt Stammbach und der entstandenen Ruralgemeinde Stammbach zugewiesen. 1840 kam es zur Bildung der Ruralgemeinde Förstenreuth mit den Orten Hartmannseinzel, Höhlmühle, Kropfeinzel, Kropfmühle, Mittlereinzel, Obereinzel, Röhrigeinzel, Untereinzel, Weickenreuth und Wildenhof. Sie war in Verwaltung und Gerichtsbarkeit dem Landgericht Münchberg zugeordnet und in der Finanzverwaltung dem Rentamt Münchberg (1919 in Finanzamt Münchberg umbenannt). Ab 1862 gehörte Förstenreuth zum Bezirksamt Münchberg (1939 in Landkreis Münchberg umbenannt). Die Gerichtsbarkeit blieb beim Landgericht Münchberg (1879 in Amtsgericht Münchberg umgewandelt). Die Gemeinde hatte 1964 eine Gebietsfläche von 8,494 km². Im Zuge der Gebietsreform in Bayern wurde die Gemeinde Förstenreuth am 1. Juli 1972 nach Stammbach eingemeindet und kam zugleich an den Landkreis Hof.

### Ehemalige Baudenkmäler
- Haus Nr. 7: Eingeschossiger Wohnstallbau mit Satteldach, der Giebel bezeichnet „FS 1842“.[13]
- Haus Nr. 11: Zugehörige Scheune des 18./19. Jahrhunderts mit Strohdach.[13]

### Einwohnerentwicklung
Gemeinde Förstenreuth
| Jahr      | 1840   | 1852   | 1855   | 1861   | 1867   | 1871   | 1875   | 1880   | 1885   | 1890   | 1895   | 1900   | 1905   | 1910   | 1919   | 1925   | 1933   | 1939   | 1946   | 1950   | 1952   | 1961   | 1970   |
| Einwohner | 600    | 596    | 552    | 580    | 602    | 632    | 618    | 586    | 559    | 540    | 494    | 509    | 482    | 467    | 444    | 432    | 403    | 370    | 528    | 506    | 433    | 347    | 279    |
| Häuser    |        |        |        |        |        | 78     |        |        | 79     | 77     |        | 79     |        |        |        | 78     |        |        |        | 79     |        | 78     |        |
| Quelle    | [ 15 ] | [ 15 ] | [ 15 ] | [ 16 ] | [ 17 ] | [ 18 ] | [ 19 ] | [ 20 ] | [ 21 ] | [ 22 ] | [ 15 ] | [ 23 ] | [ 15 ] | [ 24 ] | [ 15 ] | [ 25 ] | [ 15 ] | [ 15 ] | [ 15 ] | [ 26 ] | [ 15 ] | [ 10 ] | [ 27 ] |

Ort Förstenreuth
| Jahr      | 001812 | 001819 | 001861 | 001871 | 001885 | 001900 | 001925 | 001950 | 001961 | 001970 | 001987 | 002020 |
| Einwohner | *209   | †205   | 316    | 339    | 312    | 273    | 251    | 266    | 195    | 229    | 176    | 173    |
| Häuser    | *36    |        |        |        | 43     | 43     | 44     | 46     | 44     |        | 49     |        |
| Quelle    | [ 9 ]  | [ 28 ] | [ 16 ] | [ 18 ] | [ 21 ] | [ 23 ] | [ 25 ] | [ 26 ] | [ 10 ] | [ 27 ] | [ 29 ] | [ 1 ]  |

## Religion
Förstenreuth ist nach St. Maria (Stammbach) gepfarrt und seit der Reformation evangelisch-lutherisch geprägt.

## Persönlichkeiten
- Karl Schricker (1912–2006), deutscher Maler und Grafiker, in Förstenreuth geboren